# Phi Aurigae
Phi Aurigae (24 Aurigae) é uma estrela na direção da constelação de Auriga. Possui uma ascensão reta de 05h 27m 38.89s e uma declinação de +34° 28′ 33.6″. Sua magnitude aparente é igual a 5.08. Considerando sua distância de 400 anos-luz em relação à Terra, sua magnitude absoluta é igual a −0.37. Pertence à classe espectral K4IIIp.